# Cheilanthes velutina
Cheilanthes velutina är en kantbräkenväxtart som först beskrevs av Marie Laure Tardieu och C. Chr., och fick sitt nu gällande namn av Fraser-jenkins. Cheilanthes velutina ingår i släktet Cheilanthes och familjen Pteridaceae. Inga underarter finns listade.